# غوفيا (كيركيرا)
غوفيا (Γουβιά) هي قرية في كيركيرا في مقاطعة كينتريكي إلادا في اليونان.
يبلغ عدد سكانها حوالي 891 نسمة.